# Sam Trammell
Sam Trammell (New Orleans, 29 gennaio 1969) è un attore statunitense, che lavora in campo cinematografico, televisivo e teatrale.

## Biografia
Nato a New Orleans è cresciuto a Charleston nella Virginia Occidentale, dove si diploma alla George Washington High School. Continua gli studi prima alla Brown University e successivamente all'Università di Parigi, in quel periodo inizia la propria carriera partecipando a produzioni teatrali on e off-Broadway. Nel 1998 viene candidato ad un Tony Award per la sua interpretazione in Ah, Wilderness! di Eugene O'Neill.
Nel 2000 prende parte al film Autumn in New York, negli anni seguenti allora principalmente per la televisione, partecipando a episodi di note serie televisive, come Dr. House - Medical Division dove recita nel 4º episodio della prima stagione, ovvero L'epidemia, seguono poi
Squadra Med - Il coraggio delle donne, Giudice Amy, Numb3rs, Dexter e molte altre.
Nel 2007 recita nel film televisivo L'ultimo compleanno, con Lacey Chabert e Gena Rowlands, nello stesso anno fa parte del cast del film di fantascienza Aliens vs. Predator 2. Dal 2008 è uno degli interpreti principali di True Blood, dove interpreta il ruolo del barman mutaforma Sam Merlotte.

### Vita privata
Il 9 agosto 2011 Trammell e la sua fidanzata, Missy Yager, annunciano la nascita di due gemelli, Winston e Gus. La coppia si frequenta dal 2002, e si sono conosciuti mentre lavoravano insieme a Broadway.

## Filmografia

### Cinema
- Autumn in New York, regia di Joan Chen (2000)
- Aliens vs. Predator 2 (AVPR: Aliens vs Predator - Requiem), regia di Colin Strause e Greg Strause (2007)
- The Details, regia di Jacob Aaron Estes (2011)
- La truffa perfetta (Guns, Girls and Gambling), regia di Michael Winnick (2012)
- Crazy Kind of Love, regia di Sarah Siegel-Magness (2013)
- Deadweight, regia di Leah Walker (2013)
- White Rabbit, regia di Tim McCann (2013)
- Colpa delle stelle (The Fault in Our Stars), regia di Josh Boone (2014)
- 3 Generations - Una famiglia quasi perfetta (About Ray), regia di Gaby Dellal (2015)
- Io sono vendetta (I Am Wrath), regia di Chuck Russell (2016)
- Imperium, regia di Daniel Ragussis (2016)
- La Gran Promesa , regia di Jorge Ramírez Suárez (2017)
- Say You Will, regia di Nick Naveda (2017)
- Hospitality, regia di Nick Chakwin e David Guglielmo (2018)
- Atto di fede (Breakthrough), regia di Roxann Dawson (2019)
- Nancy Drew e il passaggio segreto (Nancy Drew and the Hidden Staircase), regia di Katt Shea (2019)
- I See You, regia di Adam Randall (2019) - non accreditato
- George Foreman - Cuore da leone (Big George Foreman), regia di George Tillman Jr. (2023)
- Organ Trail, regia di Michael Patrick Jann (2023)

### Televisione
- Going to California – serie TV, 20 episodi (2001-2002)
- Dr. House - Medical Division (House) – serie TV, episodio 1x04 (2004)
- Squadra Med - Il coraggio delle donne (Strong Medicine) – serie TV, episodio 5x20 (2005)
- Giudice Amy (Judging Amy) – serie TV, episodi 6x16 - 6x19 - 6x22 (2005)
- Bones – serie TV, episodio 1x01 2005)
- CSI: NY – serie TV, episodio 2x23 (2006)
- Numb3rs – serie TV, episodio 2x24 (2006)
- Dexter – serie TV, episodio 1x02 (2006)
- L'ultimo compleanno (What If God Were the Sun?), regia di Stephen Tolkin – film TV (2007)
- Cold Case – serie TV, episodio 4x15 (2007)
- True Blood – serie TV, 80 episodi (2008-2014) - Sam Merlotte
- This Is Us – serie TV, 4 episodi (2016-2017)
- Training Day – serie TV, 1 episodio (2017)
- Berlin Station – serie TV, 1 episodio (2017)
- The Order – serie TV, 3 episodi (2019)
- Homeland - Caccia alla spia (Homeland) – serie TV, 10 episodi (2020)
- Il bunker (American Refugee), regia di Ali LeRoi – film TV (2021)

## Doppiatori italiani
Nelle versioni in italiano delle opere in cui ha recitato, Sam Trammell è stato doppiato da:
- Francesco Bulckaen in Aliens vs. Predator 2, Colpa delle stelle, Nancy Drew e il passaggio segreto, Organ Trail
- Christian Iansante in True Blood (2ª voce), The Order, This is us
- Loris Loddi in True Blood (1ª voce)
- Francesco Pezzulli in Autumn in New York, Il bunker
- Alessio Cigliano in Medium
- Marco Baroni in CSI: NY
- Fabrizio Vidale in Cold Case - Delitti irrisolti
- Stefano Brusa in Law & Order - Criminal Intent
- Mauro Gravina in Atto di fede
- Roberto Certomà in Homeland - Caccia alla spia